# Modoc (Indiana)
Modoc è un comune degli Stati Uniti d'America, situato nello Stato dell'Indiana, nella contea di Randolph.